# Papa’s Got a Brand New Bag
| Оценки критиков | Оценки критиков |
| Источник        | Оценка          |
| --------------- | --------------- |
| AllMusic        | Без оценки      |

«Papa’s Got a Brand New Bag» — песня Джеймса Брауна. Была написана им самим.
Вышла как сингл в июне 1965 года. Достигла 8 места в «горячей сотне» американского журнала «Билборд» (Billboard Hot 100).
В 2004 году журнал Rolling Stone поместил песню «Papa’s Got a Brand New Bag» в исполнении Джеймса Брауна на 72 место своего списка «500 величайших песен всех времён». В списке 2011 года песня находится на 71 месте. В обновленном списке 2024 года перемещена на 34 позицию.
Кроме того, в 2014 году британский музыкальный журнал New Musical Express поместил песню «Papa’s Got a Brand New Bag» в исполнении Джеймса Брауна на 6 место уже своего списка «500 величайших песен всех времён».
В 1999 году сингл Джеймса Брауна с этой песней («Papa’s Got a Brand New Bag (Part I)», 1965 год, King Records) был принят в Зал славы премии «Грэмми».